# Egmontkasteel (Herchies)

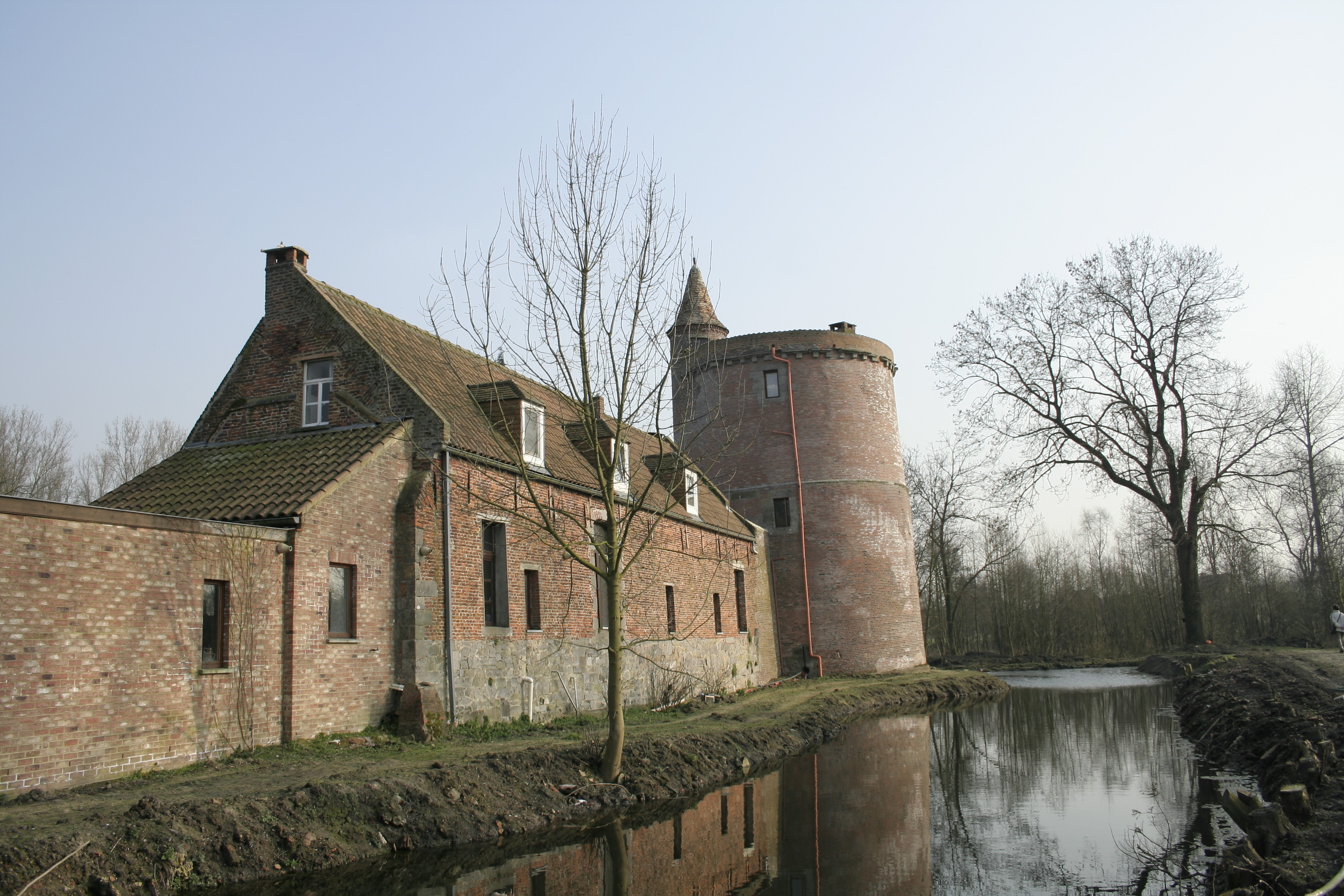
Château d'Egmont

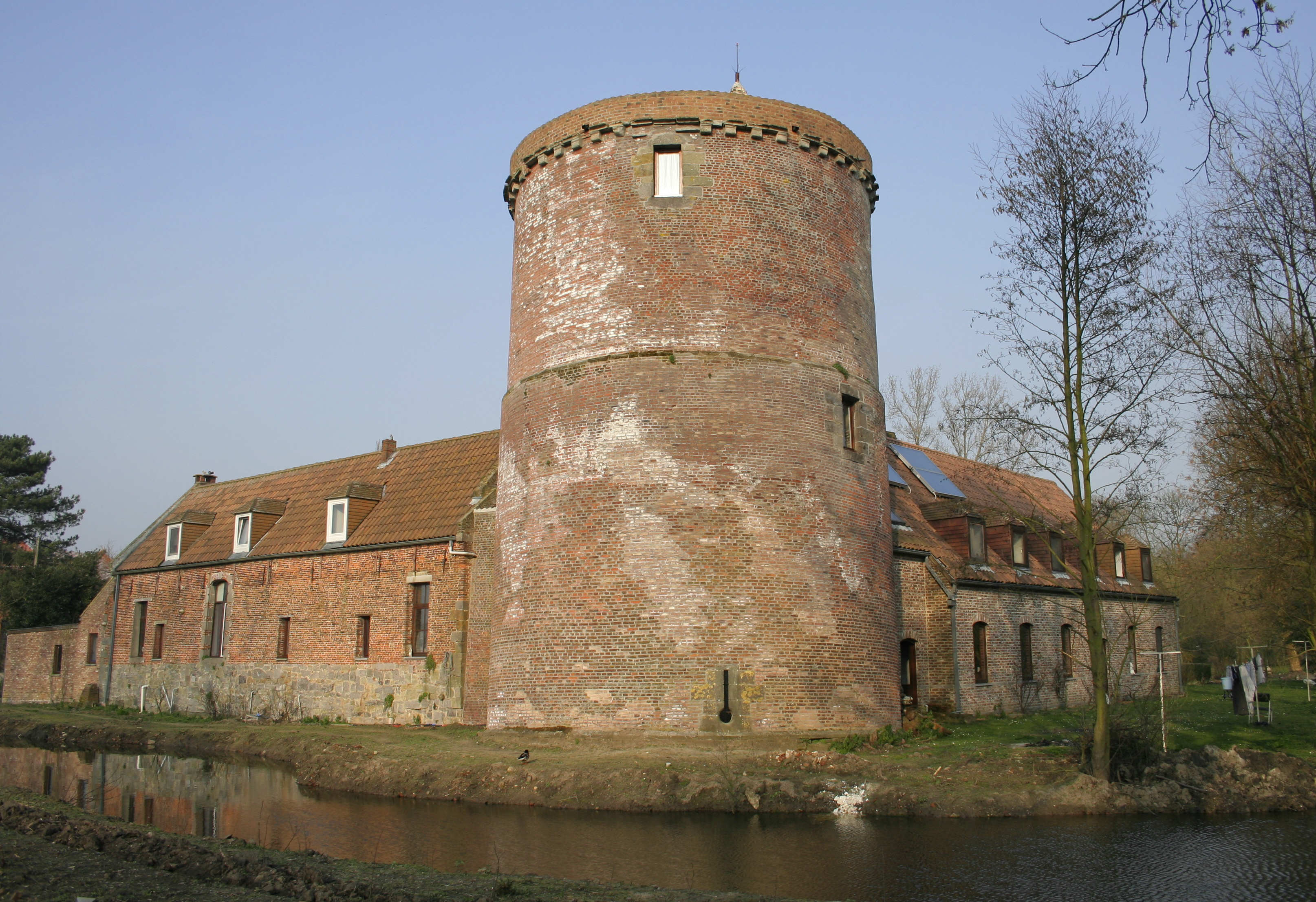
Château d'Egmont

Het Egmontkasteel (Frans: Château d'Egmont) is een kasteel in het Henegouwse Herchies. Het kasteel werd in de 11e eeuw gesticht door Wauthier, heer van Lens. In 1325 kwam het in handen van de Huis de Ressegem et de Gavre, en nadien werd het bezit van Nicolas Rolin, die rond 1461 de donjon liet optrekken. Het kasteel kwam in handen van Karel van Berlaymont en zijn echtgenote Adrienne de Ligne, die het kasteel lieten restaureren rond 1570. Nadien kwam het in handen van het Huis Egmont en Egmont-Pignatelli. Tijdens de Franse Revolutie werd het kasteel aangeslagen en als nationaal goed verkocht, maar het werd teruggekocht door de Pignatelli's. Eind 19e eeuw werd het vervallen kasteel met sloop bedreigd. Het werd door toedoen van kanunnik Edmond Puissant echter gerestaureerd en zo werd de donjon gereconstrueerd en een aantal andere gebouwen, zoals een Sint-Jozefkapel die oorspronkelijk uit 1630 stamt. Nieuwe onderdelen werden vervolgens gebouwd volgens een nieuwe rangschikking. In 1984 vestigde zich hier de congregatie van Onze-Lieve-Vrouw van Hoop (Notre-Dame de l'Espérance) die in 1990 de regel van Benedictus aannam. Sinds 2024 worden er door de nieuwe eigenaren feesten en activiteiten georganiseerd in het kasteel, onder andere de Hérésies d'Egmont.